# Ouvrage de Bersillies
Le fort de Bersillies, appelé ensuite l'ouvrage de Bersillies, est un fort du système Séré de Rivières, puis est un ouvrage fortifié de la ligne Maginot, situé sur la limite entre les communes de Bersillies et de Villers-Sire-Nicole, dans le département du Nord.
C'est un petit ouvrage d'infanterie (de quatrième classe) comptant deux blocs. Construit entre 1935 et 1938, l'ouvrage a été endommagé par les combats de mai 1940.

## Position sur la ligne
L'ouvrage de Bersillies se trouve au milieu du secteur fortifié de Maubeuge, il forme avec l'ouvrage de La Salmagne le centre de la ligne de résistance protégeant Maubeuge de part et d'autre de la Sambre.
L'ouvrage est flanqué d'une part à l'ouest par la casemate d'intervalle de Crèvecœur, d'autre part à l'est par l'ouvrage de La Salmagne (lui aussi équipé d'une tourelle).
Bien qu'il soit en partie protégé par la tourelle de l'ouvrage voisin, aucun ouvrage d'artillerie ne le couvre de ses tirs.

## Description
L'ouvrage est érigé sur l'ancien fort de Bersillies. Une galerie souterraine relie les deux blocs.
Le bloc 1 sert de casemate d'infanterie flanquant vers le nord. Il est armé avec un créneau mixte pour JM/AC 47 (jumelage de mitrailleuses et canon antichar de 47 mm), un autre créneau pour jumelage de mitrailleuses, une cloche d'arme mixte, une cloche GFM B (guetteur et fusil-mitrailleur) et une cloche lance-grenades.
Le bloc 2 sert de casemate cuirassée d'infanterie. Il est armé avec une tourelle pour deux armes mixtes, deux cloches d'arme mixte et deux cloches GFM B (dont l'une sert d'observatoire avec un périscope).

## Histoire
Le marché de la construction est daté du 5 novembre 1934, pour un prix tout compris de 6 040 000 francs de l'époque.
Pendant la bataille de France, les ouvrages et casemates au nord-est de Maubeuge sont attaqués par l'arrière : les forces allemandes ont percé plus au sud près de Solre-le-Château dès le 16 mai 1940 (par la 7. PzD) et la ville de Maubeuge est prise le 18 mai (par un Kampfgruppe de la 5. PzD puis par la 28. ID).
À partir du 22 mai au matin, les troupes allemandes tirent sur les façades du bloc 2, avec des canons placés hors de portée des armes de l'ouvrage.
Le 23 au matin, les pièces allemandes s'approchent encore jusqu'à 500 mètres, réussissant à mettre hors de combat la tourelle, puis à détruire la prise d'air du bloc 2. À 10 h, l'infanterie d'assaut allemande couronne les dessus du bloc, neutralisant les dernières armes. L'ouvrage se rend à 10 h 15.

## Accès
L'ouvrage se trouve dans l'ancien fort de Bersillies, sur la côte 141, à l'ouest de la route D 228 entre Bersillies et Villers-Sire-Nicole.